# Gaston Bachelard
Gaston Bachelard, född 27 juni 1884 i Bar-sur-Aube i Aube, död 16 oktober 1962 i Paris, var en fransk filosof. Han var professor i vetenskapshistoria och filosofi vid Sorbonne. 
Gaston Bachelards främsta arbeten rör vetenskapsfilosofin och den historiska epistemologin, som han kom att omforma, med flera inflytelserika anhängare, som Michel Foucault, Louis Althusser, Pierre Bourdieu, Alexandre Koyré och Thomas Kuhn. Även hans poetologiska arbeten har varit inflytelserika och lade grunden för den tematiska kritiken. En utgångspunkt för hans filosofi är att dialektiskt ställa vetenskapen och poesin som motpoler, varmed han visar att vetenskapen skapar konstruktioner, och inte utgår från det empiriskt givna. För sin teori myntade han uttrycken epistemologisk brytning (coupure épistémologique) och epistemologiska hinder (obstacles épistémologique) för de mekanismer som skapar och omformar den konstruerade vetenskapen eller epistemologin.
Till hans mest representativa verk hör Le nouvel esprit scientifique (1934) och La formation de l'esprit scientifique (1938). År 1955 invaldes han i Académie des sciences morales et politiques (stol 7).